# El Ranchito, Tala
El Ranchito är en ort i Mexiko.   Den ligger i kommunen Tala och delstaten Jalisco, i den centrala delen av landet, 500 km väster om huvudstaden Mexico City. El Ranchito ligger 1 274 meter över havet och antalet invånare är 566.
Terrängen runt El Ranchito är platt åt nordväst, men åt sydost är den kuperad. Runt El Ranchito är det ganska tätbefolkat, med 129 invånare per kvadratkilometer. Närmaste större samhälle är Tala, 10,4 km nordost om El Ranchito. I omgivningarna runt El Ranchito växer huvudsakligen savannskog.